# John Wilkins Whitfield
Pour les articles homonymes, voir Whitfield.
John Wilkins Whitfield (11 mars 1818 - 27 octobre 1879) est un délégué territorial au congrès des États-Unis, représentant le territoire du Kansas à partir de 1854 jusqu'à 1856. Il est officier dans l'armée confédérée pendant la guerre de Sécession, étant nommé brigadier général le 9 mai 1863.

## Biographie
Il naît à Franklin, dans le comté de Williamson, Tennessee. Il sert lors de la guerre américano-mexicaine en tant que lieutenant-colonel. Il s'installe à Independence, dans le Missouri, en 1853. Il est greffier du bureau des terres à Doniphan, Kansas.
Whitfield sert dans la cavalerie du Texas pendant la guerre de Sécession, atteignant le grade de brigadier général.
Il s'installe dans le comté de Lavaca, au Texas, après la guerre et sert à la chambre des représentants du Texas. Il meurt à Hallettsville, au Texas, où il est enterré.